# فورت پیرس جنوبی (فلوریدا)
فورت پیرس جنوبی (به انگلیسی: Fort Pierce South) یک منطقهٔ مسکونی در ایالات متحده آمریکا است که در شهرستان سنت لوسی، فلوریدا قرار دارد. فورت پیرس جنوبی ۱۱٫۷ کیلومتر مربع مساحت و ۵٬۰۶۲ نفر جمعیت دارد.